# Little Langdale
Little Langdale är en dal i Storbritannien.   Den ligger i riksdelen England, i den centrala delen av landet, 400 km nordväst om huvudstaden London. Arean är 3,5 kvadratkilometer.